# NOAAS Rude (S 590)
Le NOAAS Rude (S 590) était un bâtiment hydrographique au service de la  National Oceanic and Atmospheric Administration (NOAA) de 1970 à 2008. Avant sa carrière à la NOAA, il était en service dans l'U.S. National Geodetic Survey (NGS), de 1967 à 1970, en tant que USC&GS Rude (ASV 90).
En 2008, la NOAA l'a déclassé et l'a transféré à la United States Environmental Protection Agency (EPA). Rebaptisé RV Lake Explorer II, il est entré au service de l'EPA en tant que navire océanographique en 2009.

## Historique
Le Rude a été construit comme un "Auxiliary Survey Vessel" (ASV) au chantier naval de Jackobson Shipyards à Oyster Bay dans l'État de New York. Il a été lancé le 17 août 1966 et mis en service le 29 mars 1967 sous le nom de USC&GS Rude (ASV 90). Lorsque le USNGS a fusionné avec d’autres organisations du gouvernement des États-Unis pour former la NOAA le 3 octobre 1970, il a été intégré à la flotte de la NOAA sous le nom de NOAAS Rude (S 590).

### Missions
Avec son sister-ship, le USC & GS Heck (ASV 91), ils ont mené ensemble des opérations d'hydrographie en remplacement des navires  USC&GS Hilgard (ASV 82) (en) et USC&GS Wainwright (ASV 83) (en). Comme Hilgard et Wainright avant eux, Rude et Heck ont travaillé ensemble sous un seul commandement.
En 1978, Rude et Heck sont venus au secours du navire de recherche en feu Midnight Sun, en sauvant l’équipage et les scientifiques et en sauvant le navire de sa perte totale. Pour leurs efforts visant à sauver le Midnight Sun et son équipage, les équipages de Rude et Heck ont reçu la Médaille d'argent du département du Commerce des États-Unis en 1978.
En 1989, Rude et Heck ont commencé à travailler de manière indépendante grâce à la technologie améliorée. Heck a été mis hors service en 1995 et vendu en 2001. Rude est resté en service et a parfois été appelé à aider l'United States Coast Guard et l'United States Navy dans des opérations de recherche et sauvetage et de récupération. Il a localisé l'épave du Vol 800 TWA  au large de Moriches (New York) en 1996, recevant une médaille d'or du ministère du Commerce cette année-là, puis a retrouvé l'épave de l'avion de John Fitzgerald Kennedy, Jr. au large de Martha's Vineyard (Massachusetts) en 1999. Le navire a été mis hors service le 25 mars 2008 et placé en réserve dans la flotte atlantique de la NOAA.

### RV Lake Explorer II
En août 2008, la NOAA a transféré le navire à l’Environmental Protection Agency (EPA) des États-Unis, à la base d’opérations maritimes de la NOAA à Norfolk en Virginie. L’EPA l’a renommée RV Lake Explorer II  et l’a affecté à des activités de recherche environnementale sur les Grands Lacs par la Division de l'écologie de l'EPA. Le Lake Explorer II mène des enquêtes de recherche dans le but de mettre au point une évaluation environnementale complète des conditions côtières dans les Grands Lacs et de présenter une nouvelle génération de conceptions d'évaluation lacustres comprenant des écosystèmes littoraux. Ses travaux portent notamment sur l’utilisation de techniques de pointe pour l’échantillonnage de la vie aquatique, de la qualité de l’eau et des sédiments, et de cartographier en continu les propriétés de l’eau et du plancton. En service EPA, le navire compte quatre membres d’équipage (un capitaine, un second, un ingénieur en chef et un premier ingénieur) et peut embarquer jusqu’à sept scientifiques.

## Galerie

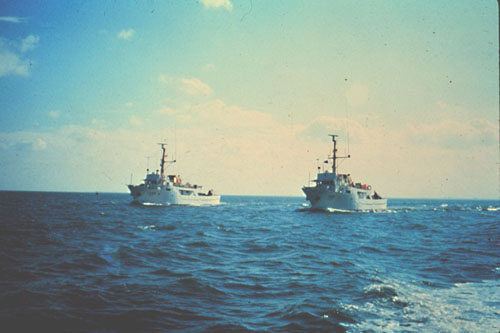
Rude et Heck.
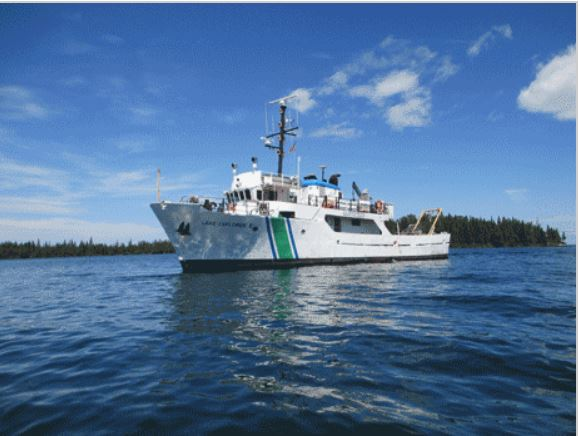
RV Lake Explorer II.

### Note et référence
1. ↑  RV Lake Explorer II (Spécifications) - Site EPA

- (en) Cet article est partiellement ou en totalité issu de l’article de Wikipédia en anglais intitulé « NOAAS Rude (S 590) » (voir la liste des auteurs).